# Rinaldo Hopf
Rinaldo Hopf (* 30. Juni 1955 in Freiburg im Breisgau) ist ein deutscher Künstler, Fotograf, Herausgeber und Kurator.

## Leben
Rinaldo Hopf studierte von 1974 bis 1981 Kunst, Religionswissenschaften und Ethnologie in Freiburg im Breisgau, San Francisco und Bremen. Von 1982 bis 1987 arbeitete er als Kunsttherapeut in forensischen Psychiatrien in San Francisco und Berlin.  Stipendien führten ihn unter anderem 1988 nach Rom, 1992 nach Istanbul und 1995 nach New York. 2017 war er Artist in Residence bei der Tom of Finland Foundation in Los Angeles. Parallel zur eigenen künstlerischen Arbeit kuratiert er Ausstellungen und ist zusammen mit dem Journalisten Axel Schock Herausgeber des im konkursbuch Verlag Claudia Gehrke erscheinenden Mein Schwules Auge, Ausgabe 3 bis 14 (2006–2017). Seit 1995 lebt er mit seinem Partner überwiegend in Berlin.

## Ausstellungen
- Queer Biennial, Los Angeles (Gruppenausstellung), 2018
- Never Ending Edging, Galerie Aedaen, Straßburg (GA), 2018
- Pleasure Park, Tom of Finland Foundation, Los Angeles (Einzelausstellung), 2017
- Postcards from L.A., The Ballery, Berlin (EA), 2017
- Pleasure Park - Homage to Tom of Finland, Kunstbehandlung, München (EA), 2017
- 10 Years Galerie Mooiman, Citadel, Den Bosch (GA), 2017
- My Porn Eye, Galerie MooiMan, Groningen (GA), 2017
- Sexualidades – Erotismo y Diversidad en la Coleccion Visible, Mula Fest, Feria de Madrid (GA), 2017
- Cuba Libre, Kunstbehandlung, München (EA), 2016
- Cuba / Kuba, The Ballery, Berlin (EA), 2016
- The Films of my Youth: Fassbinder - Pasolini - Warhol, The Ballery, Berlin (EA), 2016
- “Es ist also ein Mädchen”: Hommage an Erika und Klaus Mann, Schwules Museum, Berlin (GA), 2016

Weitere Ausstellungsorte
- Galerie Faubourg, Amsterdam
- Art@Large, New York
- Wessel O’Connor Gallery, New York
- Gallery Square Circle, Auroville, Indien
- Adonis Art Gallery, London
- Atatürk Cultural Center, Istanbul
- PS1 Museum, New York
- Post Fine Arts, Freiburg
- Akademie der Künste, Berlin
- NGbK, Berlin
- Fine Arts Gallery, University of California, Irvine, Los Angeles
- MARS Art Space, Phoenix, Arizona
- Leslie & Lohman Museum, New York
- Circulo de Bellas Artes, Madrid
- Deutsch Foundation, Muśee d’Art Contemporain
- Kaskadenkondensator, Basel
- Museo MAC Ibirapuera, Sao Paulo
- Museo del Chopo, Mexiko-Stadt
- Sri Aurobindo Exhibition Hall, Pondicherry, Indien

## Publikationen
- Rinaldo Hopf, Arnold Stadler & Ursula Prinz, Nassauischer Kunstverein, Wiesbaden, Katalog, 1988
- Vollbild AIDS - Eine Kunstausstellung über Leben und Sterben, Frank Wagner, NGbK, 1988,  ISBN 978-3-926796-02-8
- Rinaldo Hopf, peintures, Deutsch Foundation, Muśee d’Art Contemporain, Lausanne, und Kunstamt Neukölln, Berlin, Katalog, 1992
- Grausamkeit, Rinaldo Hopf & Martin von Ostrowski, Verlag Rosa Winkel, Berlin, 1993, ISBN 3-86149-013-7
- Positionen schwules Kunst, Rinaldo Hopf & Martin von Ostrowski, Verlag Rosa Winkel, Berlin, 1997
- Golden Queers, Robert Atkins, Verlag Rosa Winkel, Berlin, 1998
- Subversiv, Ralf König & Thomas W. Sokolowski, Konkursbuchverlag, Tübingen, 2004, ISBN 3-88769-333-7
- Amore, Mario Wirz & Matthias Herrmann, Konkursbuchverlag, Tübingen, 2006, ISBN 3-88769-354-X
- Mein Schwules Auge: Nummern 3-14, Herausgeber Rinaldo Hopf & Axel Schock, Konkursbuchverlag, Tübingen, 2006–2017, #13, ISBN 3-88769-398-1
- Trickster: Artworks 1968–2012, diverse Autoren, Konkursbuch Verlag, 2012, ISBN 3-88769-782-0
- LOVE AIDS RIOT SEX, Frank Wagner, NGbK, 2014, ISBN 978-3-938515-56-3